# 自動車雑誌
自動車雑誌（じどうしゃざっし）とは、おもに自動車や自動車産業などにかかわる記事を掲載する雑誌のことである。自動車雑誌には自動車のオーナードライバー向け雑誌、ディーラー向け雑誌、ラリーや自動車レースなどを取り扱う自動車スポーツ誌、高度な技術誌など様々なものがある。

## 欧米の自動車雑誌
自動車一般誌、商業車誌、整備誌などが出版されている。自動車関連の学会や団体の発行する雑誌（学協会誌）では、一般材料や内燃機関など自動車技術に関する記事のほか、機関誌として活動事情や会員動静が取り上げられている。
自動車一般誌では、自動車のロードテストの記事、ドライブ旅行案内、自動車スポーツ記事、新車紹介、試乗記、自動車関連の新機構や設計、新製品、中古車売買広告、自動車ショーガイドなどが取り上げられている。
商業車誌は自動車のうちバスやトラック、トレーラーなどを対象としており、新車の紹介（ロードテストなど）、バス輸送とバス路線の改廃などが取り上げられている。
整備誌では、自動車の修理工場や修理設備の紹介、最新の整備検査機器や整備工養成学校の紹介、自動車関連の整備技術（分解組立法、ボディーの修理、ホイールアライメントの調整、塗装法などの技術や修理相談）などが取り上げられている。
また、自動車輸送誌では貨物輸送の経済性や保守整備技術などが取り上げられている。また、自動車関連の交通工学専門誌では、交通制御、交通調査、交通事故、駐車などに関連する論文が掲載されている。自動車年鑑では毎年話題になった車両の紹介や新技術の紹介などが解説されている。なお、専門外誌ではあるが、家庭用品を扱う雑誌で自動車が取り上げられたることがある。

### 歴史
世界最古の自動車雑誌は1895年11月に、アメリカで発行が開始された「The Horseless Age」である。現在は欧米などでは以下の雑誌が発行されている。

### 欧米の主な自動車雑誌
- Autocar - イギリスの週刊誌[1]
- カー・アンド・ドライバー
- コンシューマー・レポート
- スポーツカー・インターナショナル
- トップスポーツカー

## 日本の自動車雑誌

### 歴史
日本最古の自動車雑誌は1911年に発行された「飛行器ト自動車」とされる。その後日本では1925年に「モーターファン」が創刊され、1955年には「モーターマガジン」、1962年には「カーグラフィック」、1964年には「driver」など、現在の主要な自動車雑誌が創刊されている。
日本の成人男女1,600人を対象にしたアンケート調査（2008年）によると、87.7%が「（自動車雑誌は）まったく読まない」としている。また、自動車を購入する際の情報源としても、（1）回答者の70.1%が「自動車メーカーのインターネット公式サイト」、（2）42.2%が「自動車ディーラーの販売スタッフ」を挙げたのに対して、「自動車雑誌」との回答は30.4%、自動車雑誌に関連して展開されていることが多い「（メーカーの公式サイトを除く）自動車関連ウェブサイト」は27.7%にそれぞれ留まっている。

### 日本の主な自動車雑誌
閲読状況の順位としては、1位『ベストカー』（講談社）、2位『CARトップ』（交通タイムス社）、3位『カーセンサー』（リクルート）、4位『月刊自家用車』（内外出版社）であるとする2008年の報告がある。